# 亨里克·冯·埃克曼
亨里克·冯·埃克曼（德語：Henrik von Eckermann，1981年5月25日—），瑞典男子马术运动员。他曾代表瑞典参加2012年、2016年和2020年夏季奥林匹克运动会马术比赛，其中2020年奥运会获得一枚金牌。